# دلاژکوویتسه
دلاژکوویتسه (به چکی: Dlažkovice) یک منطقهٔ مسکونی در جمهوری چک است که در ناحیه لیتومیریتسه واقع شده‌است. دلاژکوویتسه ۲٫۶۸ کیلومتر مربع مساحت و ۱۱۶ نفر جمعیت دارد و ۲۷۵ متر بالاتر از سطح دریا واقع شده‌است.